# エールフランス125便火災事故
エールフランス125便火災事故は、1982年3月17日に発生した航空事故である。サヌア国際空港発カイロ国際空港行きだったエールフランス125便 (エアバス A300B4-203)が離陸中にエンジン故障に見舞われた。パイロットはすぐに離陸を中断したが火災が発生した。乗員乗客124人に死者は出なかったが、乗員乗客2人が負傷した。この事故はエアバスA300の初めての全損事故だった。

## 当日の125便

### 事故機
事故機のエアバス A300B4-203 (F-BVGK)は1979年2月22日に初飛行を行い、同年4月27日にエールフランスへ納入された。総飛行時間は9,053時間で、3,376回の離着陸を経験していた。事故により修理不可能な損傷を負ったため、同年5月7日に登録抹消された。

### 乗員
機長は50歳のフランス人男性で、総飛行時間は14,728時間だった。1979年3月7日にA300の飛行資格を取得しており、同型機では1,594時間の経験があった。また、A300以外にも、シュド・カラベル、ボーイング727、ダグラス DC-3、ダグラス DC-4、ブレゲー デュポンの操縦資格があった。
副操縦士は33歳のフランス人男性で、総飛行時間は3,721時間だった。1982年3月5日にA300の飛行資格を取得しており、同型機では68時間の経験があった。また、A300以外にもシュド・カラベル、ボーイング727での操縦資格があった。
航空機関士は36歳のフランス人男性で、総飛行時間は4,304時間だった。1980年4月8日にA300の飛行資格を取得しており、同型機では1,032時間の経験があった。また、シュド・カラベルでの飛行資格があった。
125便にはコックピットクルー3人の他、10人の客室乗務員が搭乗していた。そのうち4人はA300での研修中であった。

## 事故の経緯
125便はサヌア国際空港からカイロ国際空港を経由してフランスのパリへ向かう国際定期便だった。事故当日の天候は良好で、150度から8ノット (14.8 km/h)の風が吹いている程度だった。UTC5時19分に125便は滑走路36からの離陸を許可され、離陸滑走を開始した。機体が95ノット (176 km/h)付近まで加速したとき、突然爆発音が鳴った。機長はタイヤが破裂したと考え、離陸中止を決断した。しかし爆発音は右エンジンの爆発によるものであり、コックピットでは火災警報が作動した。爆発により主翼から燃料が漏れ、右側の胴体後部で火災が発生した。滑走開始位置からおよそ1,900 m地点で125便は停止した。停止後も燃料は漏れ出ていたため、火災は急速に悪化した。避難は主に左側後部の脱出スライドから行われた。火災により機体はほとんどが焼け落ちたが、乗員乗客124人に死者は無かった。

## 事故調査
最終報告書では右エンジンの爆発は、タービンディスクの破損によるものだったと結論付けられた。タービンディスクには疲労亀裂が生じており、これはエンジンの検査時には発見されなかった。報告書では、ディスクの検査間隔の見直しなどではなく、根本的な設計改良が必要であると述べられた。

## 安全勧告
1984年7月1日、イエメンの民間航空局は4つの安全勧告を発令した。勧告では、エンジンの耐空性規制を変更し、耐久テストを必須事項とすることや、着陸装置の格納室を火災の影響を受けエリアに含むこと、すべてのアクセスドアに2つのハンドルをつけること、脱出シュートの設計を見直すことなどが求められた。